# Max Deegan
Pour les articles homonymes, voir Deegan.

a Compétitions nationales et continentales officielles uniquement.

b Matchs officiels uniquement.
Dernière mise à jour le 6 mars 2025.
Max Deegan, né le 1er octobre 1996 à Dublin (Irlande), est un joueur international irlandais de rugby à XV jouant aux postes de troisième ligne centre et troisième ligne aile au Leinster.

## Biographie

### Jeunesse et formation
Né à Dublin, Max Deegan y fait notamment ses études secondaires, au St Michael's College (en), avant de commencer un cursus universitaire à l'University College Dublin en 2015,,,.
En 2016, il devient international avec l'équipe d'Irlande des moins de 20 ans, prenant part au Tournoi des Six Nations puis au Championnat du monde, s'illustrant notamment lors de la victoire surprise des Irlandais contre la Nouvelle-Zélande où il marque un essai,. Deegan est d'ailleurs nommé Joueur du tournoi pour son rôle central au sein d'une équipe d'Irlande qui atteint sa toute première finale dans cette compétition mondiale.

### Carrière professionnelle
Passé par le club du Lansdowne FC, évoluant dans le Championnat d'Irlande, Deegan fait ses débuts avec la province du Leinster en 2016, intégrant définitivement l'équipe senior avant la saison 2017-2018.
Deegan s'affirme alors comme un titulaire régulier du Leinster entre le Pro14 et la Coupe d'Europe, enchainant notamment les essais au poste de troisième ligne centre,.
Durant la saison 2018-2019, il réalise le doublé avec le Leinster en remportant d'abord le Pro14, puis la Coupe d'Europe
Il est appelé une première fois en équipe d'Irlande senior le 15 janvier 2020 pour le Tournoi des Six Nations 2020,, jouant son premier match contre le pays de Galles le 8 février 2020. Cependant, sa forme en province comme en sélection est néanmoins freinée par une rupture des ligaments croisés, le privant de la quasi-totalité de la saison 2020-2021,. Il ne peut donc pas participer à la finale de Pro14 remportée par les siens 16 à 6 face au Munster.
En septembre 2022, il est le capitaine de l'Emerging Ireland (en) pour deux matchs de leur tournée en Afrique du Sud. Sa performance durant la tournée lui permet d'être plus tard rappelé en sélection nationale, bien qu'il ne rejoue pas avec. Durant cette même période, il est victime de la très forte concurrence à son poste, faisant diminuer son temps de jeu.
Au mois de février 2025, il joue un match avec l'équipe d'Irlande A (en) contre l'Angleterre A et est désigné capitaine de l'équipe. Les Irlandais perdent ce match 28 à 12. Il est ensuite convoqué avec le XV du Trèfle pour préparer la quatrième journée du Tournoi des Six Nations 2025. En fin de saison 2024-2025, il remporte la finale du United Rugby Championship en battant les Sud-Africains des Bulls sur le score de 32 à 7. Il s'agit du premier titre gagné par le Leinster depuis 2021, après de nombreuses finales perdues.

## Style de jeu
Joueur capable de jouer à tous les postes de la troisième ligne, c'est néanmoins au centre de cette dernière qu'il est formé et qu'il prend une place importante en sélection junior puis avec le Leinster. Il est décrit comme un joueur au profil très athlétique et complet ; rapide, agile et efficace dans ses prises de balle il apporte également une forte présence en touche,.

## Palmarès

### En province
- Leinster
  - Vainqueur du Pro14/United Rugby Championship en 2018, 2019, 2020, 2021 et 2025.
  - Finaliste de la Coupe d'Europe en 2019.

### En équipe nationale
- Irlande -20
  - Finaliste du Championnat du monde junior en 2016.

### Distinctions personnelles
- Meilleur joueur du Championnat du monde junior en 2016.